# クシタニ
株式会社クシタニ（Kushitani CO.,LTD. ）は、静岡県浜松市に本社を置く企業。オートバイ用レーシングスーツなどの皮革製品を中心とした、主として2輪車ライダー向けライディングギアを企画製造販売する企業である。

## 沿革
太平洋戦争後間もなく、静岡県浜松市で革製品の製造販売店として夫婦二人（櫛谷淑啓、櫛谷稔子）と数人の職人で創業する。創業時の名は「櫛谷商店」。有限会社として登記する際、最初は櫛谷淑啓が社長になったが、株式会社に変更の際に妻の櫛谷稔子が社長になった。
1953年（昭和28年）8月にスズキのメカニックから、ジャンパーとズボンのツーピース構造ではなく、上下一体（ワンピース）のレーシングスーツ（革ツナギ）の製作依頼を受け、それがきっかけになり革ツナギの製造販売を手がけるようになる。
クシタニ製革ツナギはライダーからの評判がよく、日本の伊藤光夫や伊藤史朗たちだけではなく、エルンスト・デグナーやフィル・リードといった海外の世界GPトップライダーたちも使用するようになる。
革ツナギの採寸は女性社長（後に会長）の櫛谷稔子が自ら行っていた。海外のライダーたちは櫛谷稔子のことを「日本のママ」と呼び、ワイン・ガードナーは「ボス（社長）」と呼んでいた。1983年よりクシタニユーザーとなったランディ・マモラは、櫛谷稔子から幼児用と思われる小型の革ツナギをプレゼントされて喜び、その革ツナギを幼い我が子に着せてスタジオ写真を撮影。その写真を櫛谷稔子へ返礼としてプレゼントした。
革ツナギの製造は自動化できないため、革職人による手作りである。

## 歴史
1980年代後半、栃木県那須に本格的なサーキット（那須エクスプローラーサーキット）を設立。ただし後に権利を売却し、那須モータースポーツランドと改称された。
2012年4月、新東名高速道路・清水パーキングエリア内に「KUSHITANI PERFORMANCE STORE」1号店となる清水店を出店。
2013年6月、箱根ターンパイク大観山ビューラウンジ内にバイカーズカフェ「KUSHITANI CAFE 箱根店」をポップアップストアとして出店。
2014年7月、国内の高速道路で初のバイカーズカフェショップ「KUSHITANI CAFE 清水店」を新東名高速道路・清水パーキングエリア内に出店。
2014年11月、新東名高速道路・浜松下りサービスエリア内にショップ「KUSHITANI PERFORMANCE STORE」の2号店となる浜松店を出店。（2019年に閉店）
2015年3月、東名阪自動車道・御在所上りサービスエリア内にショップ「KUSHITANI SHOP」を催事出店。
2015年11月、名阪国道沿いの道の駅、針テラスに国内3店舗目の「KUSHITANI PERFORMANCE STORE」を出店。
2017年4月、三鷹市の東八通り沿いに「KUSHITANI PROSHOP 三鷹店」を出店。
2018年11月、横浜市のみなとみらいにあるMARINE&WALK YOKOHAMAに国内4店舗目の「KUSHITANI PERFORMANCE STORE」を出店。
2019年4月、阿蘇の自然保護区域にある瀬の本に「KUSHITANI CAFE 阿蘇店」を出店。
2019年8月、浜名湖の舘山寺温泉に「KUSHITANI CAFE 舘山寺店」
2020年3月、「KUSHITANI PROSHOP 福岡店」を出店
2020年3月、「KUSHITANI PROSHOP 岡山店」を移転リニューアル
2020年4月、「KUSHITANI PROSHOP 熊本店」を移転リニューアル
2020年8月、「KUSHITANI PROSHOP 仙台店」をリニューアル
2020年12月、「KUSHITANI PROSHOP 江戸川店」を移転リニューアル
2021年9月、「KUSHITANI PROSHOP 本店」を移転リニューアル

## 営業所
- 東北営業所 - 宮城県仙台市若林区卸町5-2-1
- 東京営業所 - 東京都世田谷区瀬田3-15-9
- 中部営業所 - 静岡県浜松市中央区三島町231
- 関西営業所 - 兵庫県西宮市西田町1-22
- 中国四国営業所 - 岡山県岡山市北区奥田南町4-28
- 九州営業所 - 熊本県熊本市新生2-3-1
- 東京企画 - 東京都世田谷区瀬田3-15-9
- 浜松企画 - 静岡県浜松市中央区三島町231
- RS部門 - 静岡県浜松市中央区三島町231
- 東京広報・WEB部門 - 東京都世田谷区瀬田3-15-9
- 浜松広報 - 静岡県浜松市中央区三島町231

## プロショップ
- KUSHITANI PERFORMANCE STORE 清水店 - 〒424-0302 静岡県静岡市清水区小河内885-1
- KUSHITANI PERFORMANCE STORE 横浜店 - 〒231-0001 神奈川県横浜市中区新港1丁目3
- KUSHITANI PERFORMANCE STORE 針テラス店 - 〒632-0251 奈良県奈良市針町345
- 本店 - 〒430-0846 静岡県浜松市中央区白羽町662-1
- 仙台店 - 〒984-0042 宮城県仙台市若林区大和町4-13-30
- 宇都宮店 - 〒321-0932 栃木県宇都宮市平松本町1112-25
- 水戸店 - 〒311-4152 茨城県水戸市河和田1-1814-9 田昌ビル101号
- 高崎店 - 〒370-0069 群馬県高崎市飯塚町1190-4-7
- 熊谷店 - 〒360-0811 埼玉県熊谷市大字原島字北の道669-4
- 川口店 -　〒332-0034 埼玉県川口市並木4-8-8
- 江戸川店 - 〒133-0051 東京都江戸川区北小岩3丁目13-10
- 世田谷店 - 〒158-0095 東京都世田谷区瀬田3-15-9
- 三鷹店 - 〒181-0014 東京都三鷹市野崎4丁目8−33
- 千葉店 - 〒263-0034 千葉県千葉市稲毛区稲毛2丁目4-5
- 相模原店 - 〒252-0242 神奈川県相模原市中央区横山4丁目1-19
- 岡崎店　- 〒444-0011 愛知県岡崎市欠町清水田44-7 コメルス3
- 名古屋東店 - 〒480-1117 愛知県長久手市喜婦獄210
- 名古屋店 - 〒451-0077 名古屋市西区笹塚町2丁目101 エクセル21 1F
- 京都店 - 〒601-8448 京都府京都市南区西九条豊田町45
- 箕面店 - 〒562-0004 大阪府箕面市牧落4-6-10
- 西宮店 - 〒662-0034 兵庫県西宮市西田町1-22
- 岡山店 - 〒700-0962 岡山県岡山市北区北長瀬表町2-17-80
- 下関店 - 〒751-0877 山口県下関市秋根東町3-38
- 北九州店 - 〒802-0084 福岡県北九州市小倉北区香春口2-10-8
- 福岡店 - 〒812-0894 福岡県福岡市博多区諸岡4丁目3−6
- 熊本店 - 〒862-0908 熊本県熊本市新生2-3-1

## 主なユーザー（過去に使用したものも含む）

### 2輪ロードレース
- 野口種晴(WGP)
- 伊藤光夫(WGP)
- 伊藤史朗(WGP)
- エルンスト・デグナー(WGP)
- フィル・リード(WGP)
- 長谷川弘(WGP)
- 本橋明泰(WGP)
- 片山義美(WGP)
- 金谷秀夫(WGP)
- 清原明彦(WGP)
- ヤーノ・サーリネン(WGP)
- 片山敬済(WGP)
- 岩崎勝(WGP開発)
- 石川岩男(WGP)
- 水谷勝(1980年代中盤カドヤ製に変更)
- 福田照男(WGP)
- ジョニー・チェコット(WGP)
- グレーム・クロスビー(WGP)
- ランディ・マモラ(WGP)
- ワイン・ガードナー(WGP)
- マイク・ボールドウィン(WGP)
- フレディ・スペンサー(WGP)
- ジョイ・ダンロップ(マン島TT)
- ロン・ハスラム(WGP)
- ケビン・シュワンツ(WGP)
- ケビン・マギー(WGP)
- 八代俊二(WGP 1986-1987)
- 喜多祥介(TT-F1 1985)
- 樋渡治(TT-F1/ WGP)
- 片山信二(WGP)
- 辻本聡(TT-F1 1986-1988)
- 平塚庄治(TT-F1)
- 塩森俊修(TT-F3)
- 宮崎祥司(TT-F1)
- 塚本昭一(TT-F1)
- 大島正(TT-F1)
- 難波恭司(WGP)
- 本間利彦(WGP 1987-1990)
- 原田哲也(WGP)
- 新垣敏之(WGP)
- 小野真央(WGP)
- コーリン・エドワーズ(WGP)
- アレックス・バロス(WGP)
- アーロン・スライト(SBK)
- 中野真矢(WGP)
- 阿部典史(WGP)
- 北川圭一(JSB)
- 松戸直樹(WGP)
- 宇川徹(WGP)
- 芹沢太麻樹(JSB)
- 山口辰也(JSB)
- 梁明(WGP)
- 菊池寛幸(GP125)
- 青山博一(MotoGP)
- 青山周平(WGP)
- 高橋裕紀(WGP)
- 渡辺篤(JSB)
- ギャリー・マッコイ(WGP)
- 中須賀克行(JSB)
- ジョン・ホプキンス(WGP)
- ベン・スピーズ(AMA)
- 小西良輝(JSB)
- 安田毅史(JSB)
- 横江竜司(GP250)
- 中上貴晶(MotoGP)
- 高橋巧(GP250)
- 小椋藍(moto2)
- 鳥羽海斗(moto3)

### モータージャーナリスト
- アラン・カスカート
- 柏秀樹
- 山田純
- 阿部孝夫(1990年代)
- 和歌山利宏
- 生見友希雄
- 青木淳
- 丸山浩
- 鎌田学
- 竹田津敏信
- 小川努
- 河西啓介
- REI
- ケニー佐川